# Discomycopsella bambusae
Discomycopsella bambusae är en svampart som beskrevs av Henn. 1902. Discomycopsella bambusae ingår i släktet Discomycopsella och familjen Phyllachoraceae.   Inga underarter finns listade i Catalogue of Life.